# 송림시 (대한민국)
송림시(松林市)는 대한민국 황해도에 있는 대한민국의 시이다. 이북5도위원회가 관리하는 명목상의 행정 구역이다. 황해도 북부에 위치한 도시이다. 면적은 51.53km2이며, 시청 소재지는 동금동이다. 28개 법정동으로 이루어져 있는데, 이북5도위원회에서는 명예동장 10명을 임명하고 있다.
1945년 8월 15일 광복 당시에는 황주군 겸이포읍이었으나, 대한민국은 1945년 8월 15일에 조선건국준비위원회의 건국 준비 과정에서 황주군 겸이포읍을 송림시로 승격시킨 것을 이북5도위원회의 행정 구역에서 인정하고 있다. 이 지역은 소비에트 민정청에서 조선건국준비위원회의 승격 조치가 인정되지 않았기 때문에 조선민주주의인민공화국에서는 1947년 6월에 시로 승격되었다.

## 행정 구역
| 명예동장       | 법정동·리                                        |
| -------------- | ------------------------------------------------ |
| 능죽동(菱竹洞) | 능동(菱洞) 명치동(明治洞) 죽원동(竹園洞)         |
| 동금동(桐金洞) | 금산동(金山洞) 동동(桐洞) 판본동(坂本洞)         |
| 문대동(文大洞) | 대진동(大津洞) 문동(文洞) 석산동(石山洞)         |
| 석탄동(石灘洞) | 당산리(堂山里) 석탄리(石灘里)                    |
| 수길동(水吉洞) | 길전동(吉田洞) 수도동(水道洞) 십이포동(十二浦洞) |
| 연봉동(臙峰洞) | 마산리(馬山里) 송림리(松林里) 연봉리(嚥峯里)     |
| 영본동(榮本洞) | 본동(本洞) 영동(榮洞) 화석동(花石洞)             |
| 욱곡동(旭谷洞) | 곡동(谷洞) 대정동(大正洞) 욱동(旭洞)             |
| 제전동(楮田洞) | 난탄리(蘭灘里) 저전리(猪田里)                    |
| 진동(溱洞)     | 대동리(大同里) 오류리(五柳里) 진동(溱洞)         |

## 참고 문헌
- “황해도 시군 소개”. 이북5도위원회.
- “황해도 기구 및 정원”. 이북5도위원회.

## 같이 보기
- 송림시